# Svedbergs Group
Svedbergs Group AB är ett svenskt börsnoterat industriföretag med säte i Halmstad, som tillverkar badrumsinredningar, inklusive möbler, duschar, badkar, handdukstorkar, blandare, wc och tillbehör. I Sverige har Svedbergs sin operativa verksamhet i Dalstorp och Laholm. 

## Historik
Plåtslagaren Holger Svedberg grundade företaget 1920 i Dalstorp med tillverkning av mjölkflaskor. Företaget togs över av hans söner Sune och Stig, som efter andra världskriget började att tillverka badrumsskåp i plåt. Denna produkt slog igenom 1962.
Senare uppförde Svedbergs en egen snickerifabrik i Dalstorp och utvidgade sortimentet med badrumsmöbler i trä.
duschväggar, duschkabiner, badrumsmöbler, badkar, blandare, wc, handdukstorkar och tillbehör.
Svedbergs aktie noterades 1997 och handlas på Stockholmsbörsens Small Cap-lista.
År 2016 övertog Svedbergs Macro Design AB i Laholm, som tillverkar bland annat duschar, duschkabiner, badrumsmöbler, badkar, blandare och handdukstorkar.
Svedbergs köpte 2020 det danska familjeföretaget Cassøe A/S i Herning, som tillverkar blandare och badrumsinredning.
År 2021 förvärvade Svedbergs den brittiska badrumsleverantören Roper Rhodes.
Som en följd av förvärven genomförde företaget en namnändring av koncernen i juni 2023, från Svedbergs i Dalstorp AB till Svedbergs Group AB. Den operativa verksamheten i Svedbergs i Dalstorp blir istället ett dotterbolag till Svedbergs Group. I samband med förändringen byter också moderbolaget säte från Dalstorp till Halmstad. Under år 2023 genomför Svedbergs Group också ytterligare ett förvärv genom att köpa det nederländska bolaget Thebalux.